# Saint-Paul (Savoie)
Saint-Paul település Franciaországban, Savoie megyében. Lakosainak száma 750 fő (2022. január 1.). Saint-Paul Bourdeau, Le Bourget-du-Lac, La Chapelle-Saint-Martin, Meyrieux-Trouet, Saint-Jean-de-Chevelu, Traize és Yenne községekkel határos.

## Népesség
A település népessége az elmúlt években az alábbi módon változott:
| Lakosok száma | 639  | 640  | 689  | 686  | 705  | 724  | 730  | 746  | 750  |
|               | 2013 | 2015 | 2016 | 2017 | 2018 | 2019 | 2020 | 2021 | 2022 |